# Blackwater Castle
Blackwater Castle (auch Castle Widenham, irisch Caisleán Widenham) ist eine Höhenburg in Castletownroche zwischen den Städten Mallow und Fermoy im irischen County Cork. Seit 2005 ist die Burg für Hochzeiten, Privatpartys und als Feriendomizil zu mieten. Blackwater Castle ist eine der ältesten Burgen Irlands; Teile des Wohnbereichs gehen auf den Anfang des 15. Jahrhunderts zurück und die Struktur der Burg stammt aus dem 12. Jahrhundert. Ein Rundturm an der Ostseite der Burg vom Ende des 12. Jahrhunderts steht heute noch, darf aber nicht mehr betreten werden. Die Burg wurde auf den Ruinen der alten Festung Dun Cruadha, einem Fort auf einem Felsvorsprung aus der späten Bronze- oder frühen Eisenzeit erbaut; das Gelände war seit der Mittelsteinzeit (ca. 7000 v. Chr.) besiedelt, wie Feuersteinsplitter beweisen, die man in Kilcummer gefunden hat, sowie Höhlen auf dem Südufer des Flusses Awbeg, was dieses Gelände zu einem der am frühesten besiedelten in Irland macht.

## Geschichte
Die cambro-normannischen Enkel von Maurice FitzGerald, Alexander und Raymond FitzHugh, richteten Ende des 12. Jahrhunderts, nach der anglonormannischen Invasions Irlands, ihre Festung auf dem Gelände von Dun Cruadha ein und, als Alexanders Tochter, Synolda, David de la Roche heiratete, wurde das Gebiet, das später als Baronat Fermoy bekannt wurde, zu Roche Country. Die Burg blieb bis 1666 in den Händen der Familie De la Roche und fiel dann an Colonel John Widenham. Roche Castle wurde dann „Castle Widenham“ genannt und blieb bis in die 1960er-Jahre in den Händen der Familie. Es folgte eine Reihe weiterer Eigentümer, die die Burg renovieren ließen und sie in „Blackwater Valley Castle“ umbenannten. 1991 kam die Burg in die Hände des Nordstrom Family Trust. Der Trust arbeitet daran, das einzigartige Erbe zu schützen und die Burg, die jetzt „Blackwater Castle“ heißt, wirtschaftlich autark zu machen. Sie wird regelmäßig für Hochzeiten, Privatveranstaltungen und Familientreffen vermietet. Im Hof der Burg befindet sich auch ein Abenteuerzentrum, Blackwater Outdoor Activities.

## Heute
Unter den Umständen, dass die Burg fast 500 Jahre lang in den Händen der mächtigen und politisch einflussreichen Familie De la Roche und dann weitere 300 Jahre lang in den Händen der reichen, wenn auch politisch unbedeutenden Familie Widenham war, blieb ein großer Teil des Erbes unbeschädigt, was diesen Ort zu internationaler Bedeutung verhilft. Da man Elemente aus fast jeder Periode irischer Geschichte in der Geschichte der Burg findet, ist Blackwater Castle ein beliebter Ort für Geschichts- und Kulturerbetouren. Dort findet man Fundstücke der mittelsteinzeitlichen Besiedlung, der Besiedlung aus dem Ende der Bronzezeit und dem Anfang der Eisenzeit mit Ring Cairns und Ringforts in der näheren Umgebung, einen Brunnen des Heiligen Patrick, ein Sheela-na-Gig, mittelalterliche Verteidigungsmauern, einen Turm aus dem 12. Jahrhundert, einen Wachturm aus dem 13. Jahrhundert mit Umgang, einen normannischen Donjon aus dem 15. Jahrhundert, das mittelalterliche Skript des Book of Fermoy (heute in der Royal Irish Academy) einen Innenhof aus dem 17. und 18. Jahrhundert mit Nebengebäuden und einem befestigten Landhaus aus der Zeit nach der Eroberung Irlands durch Oliver Cromwell (später verändert und erweitert).